# Royal College of Art

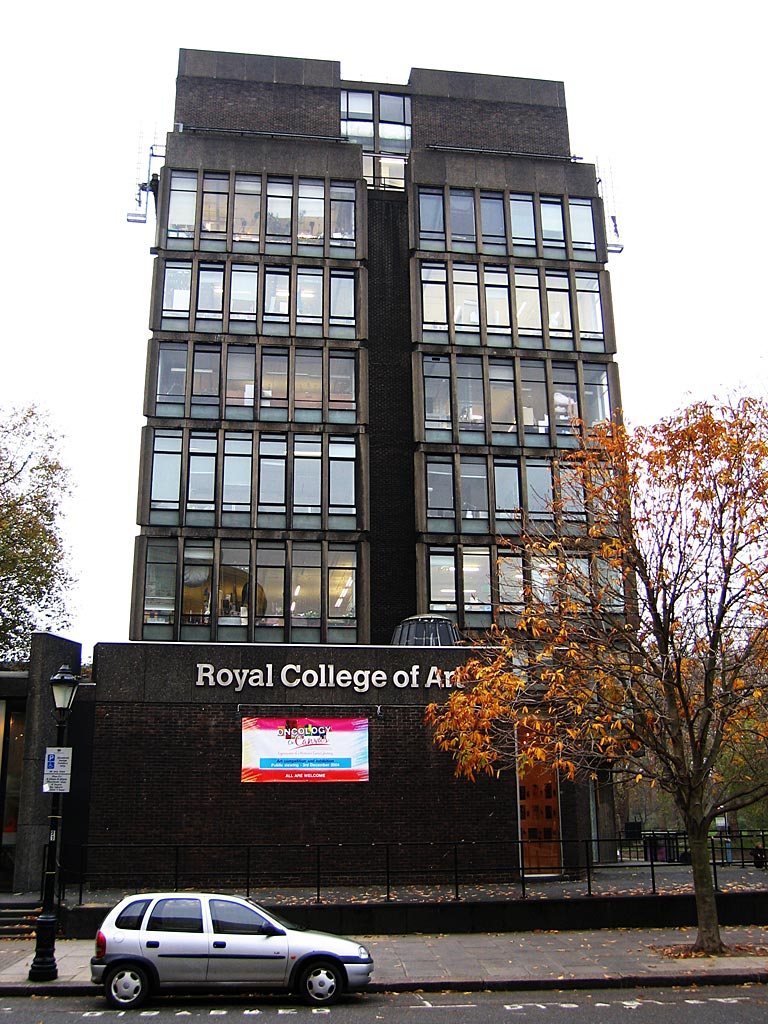
Het Darwin-gebouw van RCA aan Kensington Gore

Het Royal College of Art (RCA) is een universiteit in Londen. Het is de enige postuniversitaire kunst- en designopleiding die een graad afgeeft in Master of Arts (MA), Master of Philosophy (MPhil) en Doctor of Philosophy (PhD). Vanaf 2019 heeft de RCA voor vijf achtereenvolgende jaren op eerste plaats verworven in de QS World University Rankings voor het vakgebied kunst en design.

## Achtergrond
De universiteit is verdeeld over een aantal locaties in South Kensington, Battersea en White City, waaronder het Darwin-gebouw op Kensington Gore, en het Stevens-gebouw vlak bij Jay Mews. De officiële heropening van het sculpturengebouw van de Royal College of Art in Battersea markeert de eerste stap van het ambitieuze expansie plan van de universiteit aan het zuiden van de rivier. 
Het Royal College of Art is opgericht in 1837, en stond ook wel bekend als de Government School of Design. In 1853 werd het samen met de Female School of Art de National Art Training School opgezet, al zaten ze toen nog in aparte gebouwen. In 1896 kreeg het zijn uiteindelijke naam de Royal College of Art.  Gedurende de 19e eeuw werd er informeel ook wel gerefereerd aan de South Kensington-scholen.  In 1967 kreeg het RCA een koninklijk handvest wat het de status gaf van een onafhankelijke universiteit die de mogelijkheid had om zijn eigen academische graden af te geven.   
Het koninklijke handvest van de universiteit specificeerde duidelijk de doelen van de universiteit:
"meer te leren, de professionele bekwaamheid te verbeteren op het gebied van schone kunsten, het beoefenen van kunst en industriële vormgeving in hun relatie tot de industriële en commerciële processen en sociale ontwikkelingen en andere zaken die een relatie hebben met het lesgeven, onderzoeken en samenwerken met de industrie en commercie".
De gemiddelde leeftijd van de postuniversitair studenten die studeren aan het RCA voor MA of PhD is 26. Sommige stromen meteen door vanaf een vooropleiding andere later in hun carrière als ze al kunstenaar zijn. Momenteel heeft het RCA 900 studenten die les krijgen in schone kunsten, toegepaste kunst, industriële vormgeving, communicatie design (onder andere reclame) en geesteswetenschappen.
De Royal College of Art speelde een belangrijke rol in de geboorte van de moderne school van Britse beeldhouwers in de jaren '20 met studenten als Barbara Hepworth en Henry Moore, en in de ontwikkeling van Pop-art in de jaren '60 met studenten als Peter Blake en David Hockney.
De universiteit heeft ook een internationale reputatie met betrekking tot het lesgeven in de gebieden van: auto design, fotografie (zie: John Hedgecoe), industriële vormgeving, communicatiedesign, interieurdesign, mode, keramiek en zilversmeden. Academische graden in de Geschiedenis van Design en Conservering  worden vaak gegeven in samenwerking met het Victoria and Albert Museum. 
Vlak bij het RCA zitten ook de Royal Albert Hall, Royal Geographical Society, Royal College of Music en Hyde Park.

## Bekendealumni
- Louise Caroline Alberta
- Kate Greenaway
- Peter Blake
- Quentin Blake
- Dirk Van Braeckel
- Tony Cragg
- Richard Deacon
- Roger Dean
- Len Deighton
- Ian Dury
- James Dyson
- Nedda El-Asmar
- Jos de Gruyter
- Nigel Hall
- Barbara Hepworth
- Hipgnosis
- David Hockney
- Ben Johnson
- Hans Kruit
- David Mach
- Mary Martin
- David Mellor
- Henry Moore
- Bridget Riley
- Ridley Scott
- Tony Scott
- Storm Thorgerson
- Alfred Waud

## Nederlandse alumni en docenten
- Jurriaan van Hall
- Hans Kruit
- Tord Boontje
- Menno Jonker
- Frank Ammerlaan
- Onno Boekhoudt
- Bert van Loo
- Jurgen Bey
- Gert Dumbar
- Melle Nieling
- Niels van Roij
- Charl Landvreugd
- Derck Littel